# Bogatyr (Schiff, 1902)
Die in Deutschland gebaute Bogatyr war ein 1902 in Dienst gestelltes russisches Kriegsschiff. Sie war einer von drei nach dem Flottenbauprogramm 1898 im Ausland bestellten Geschützten Kreuzern. Die Bogatyr wurde schon vor ihrer Fertigstellung auf russischen Werften für die Baltische Flotte und die Schwarzmeerflotte nachgebaut.

## Baugeschichte

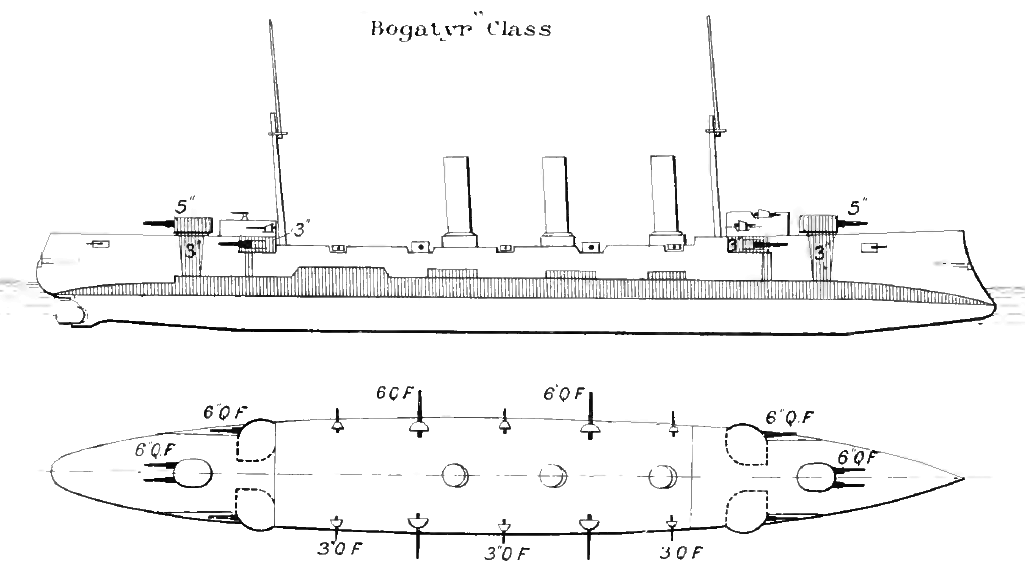
Bogatyr

Nach der auf eigenen Werften gebauten Pallada-Klasse bestellte die russische Marine im Flottenbauprogramm 1898 drei große Geschützte Kreuzer (klassifiziert als Kreuzer I. Klasse) im Ausland: die Warjag bei William Cramp and Sons in Philadelphia, die Askold bei der Krupp Germaniawerft in Kiel und die Bogatyr bei der Stettiner Maschinenbau-AG Vulcan. Der Vulcan-Entwurf, der eine bessere Panzerung und Verteilung der 15,2-cm-Geschütze aufwies, wurde auf russischen Werften nachgebaut. Damit wurde die Bogatyr Typschiff einer Klasse von insgesamt vier Schiffen. Ein fünftes Schiff, das als zweites begonnen wurde, wurde durch einen Großbrand auf der Werft zerstört und nicht fertiggestellt.

## Einsatz in Ostasien

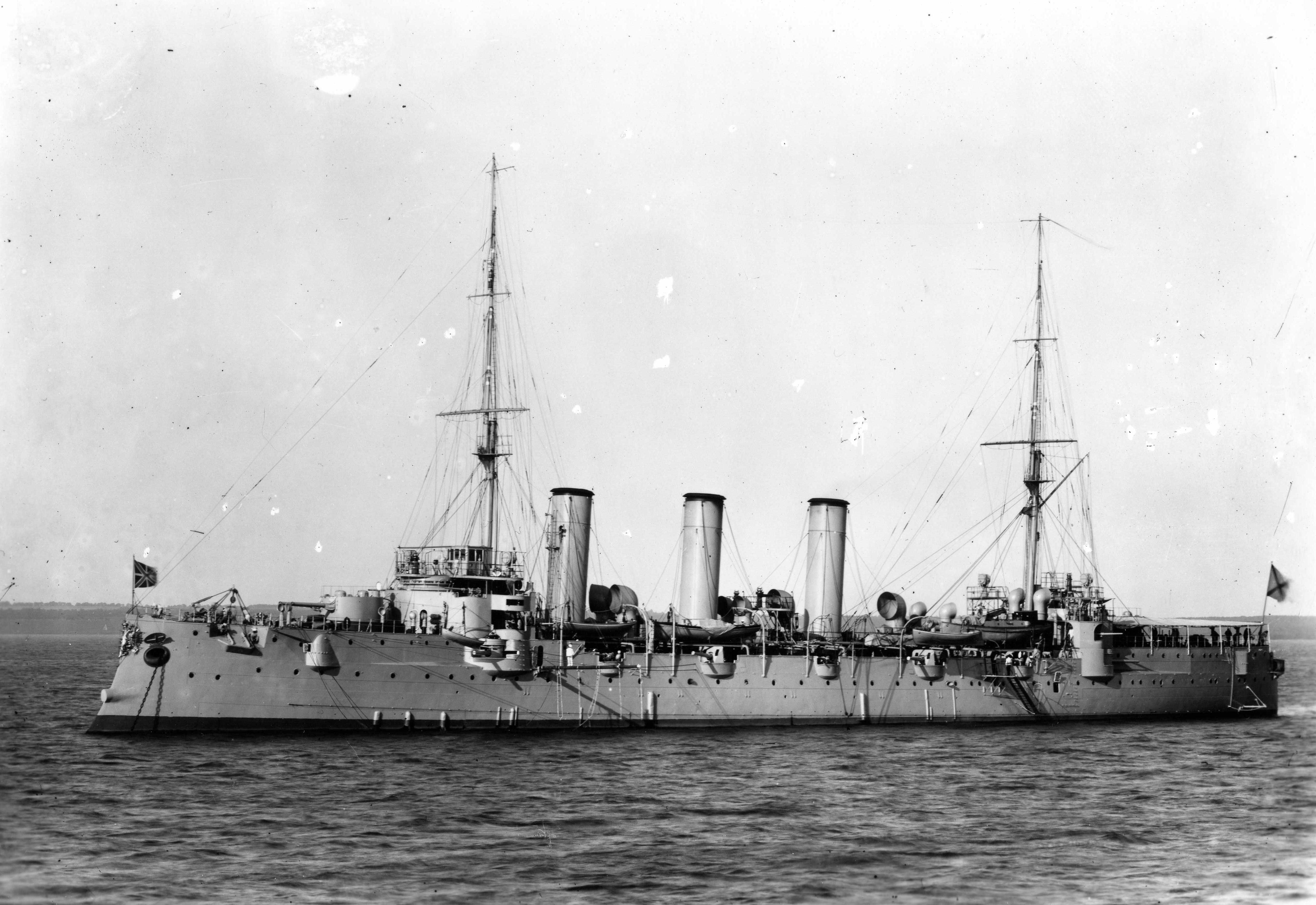
Die Bogatyr

Die Bogatyr verlegte im Herbst 1902/Frühjahr 1903 mit dem Überführungsverband von Konteradmiral Ewald Antonowitsch von Stackelberg nach Port Arthur, wo sie im Mai 1903 eintraf. Bei Ausbruch des Russisch-Japanischen Kriegs am 8./9. Februar 1904 gehörte die Bogatyr zum in Wladiwostok stationierten Kreuzergeschwader von Konteradmiral Karl Jessen, dem auch die Kreuzer Gromoboi, Rossija und Rurik angehörten. Das Geschwader sollte im Japanischen Meer Handelskrieg führen und japanische Transporte in die Mandschurei verhindern bzw. stören. In den ersten Kriegsmonaten griff Jessen mehrfach japanische Schiffe an, und im Juni versenkte er zwei Truppentransporter. Daraufhin stationierte die japanische Marineleitung acht Panzerkreuzer und Geschützte Kreuzer unter Vizeadmiral Kamimura Hikonojō in der Koreastraße, um weitere Angriffe zu verhindern.
Die Bogatyr fiel für die Kriegführung des Kreuzergeschwaders in Wladiwostok am 15. Mai 1904 aus, als sie vor Wladiwostok auf einen Felsen lief. Sie wurde so schwer beschädigt, dass man sie zwar einbringen konnte, aber eine vollständige Reparatur gelang während des Krieges nicht. Die Bogatyr verbrachte daher den Russisch-Japanischen Krieg fast gänzlich nicht einsatzbereit im Hafen. Pressemeldungen, die Russen hätten das schwer beschädigte Schiff gesprengt, trafen nicht zu. Die Reparatur wurde vorangetrieben, und nach dem Friedensschluss wurde der beschränkt einsatzbereite Kreuzer in die Ostsee verlegt.

### Erdbebenhilfe
Am 28. Dezember 1908 befand sich die Bogatyr mit einem russischen Schulschiffsverband unter Konteradmiral Wladimir Iwanowitsch Litwinow in Augusta (Sizilien), als es im nahen Messina zu einem sehr schweren Erdbeben kam. Die Bogatyr blieb zur Sicherung der Kommunikation in Augusta, während die Linienschiffe Slawa und Zessarewitsch sowie der Panzerkreuzer Admiral Makarow sofort mit Höchstfahrt nach Messina liefen. Dort bebte die Erde weiterhin, so dass die Schiffe keine Anker ausbringen konnten, und die Russen setzten Teile ihrer Besatzungen an Land, um nach Verschütteten zu suchen. Bei den Nachbeben wurden auch russische Seeleute verschüttet und getötet. Auch die russischen Kanonenboote Giljak und Korejez kamen zur Unterstützung. Mit den Briten des Panzerkreuzers Sutlej wurde sehr eng zusammengearbeitet. Von etwa 3000 aus den Trümmern geborgenen Menschen retteten die Russen etwa 1800 Personen und brachten sie zum Teil nach Neapel.
Im Jahr 1912 wurde die Bogatyr in Kronstadt modernisiert.

## Einsatz in der Ostsee

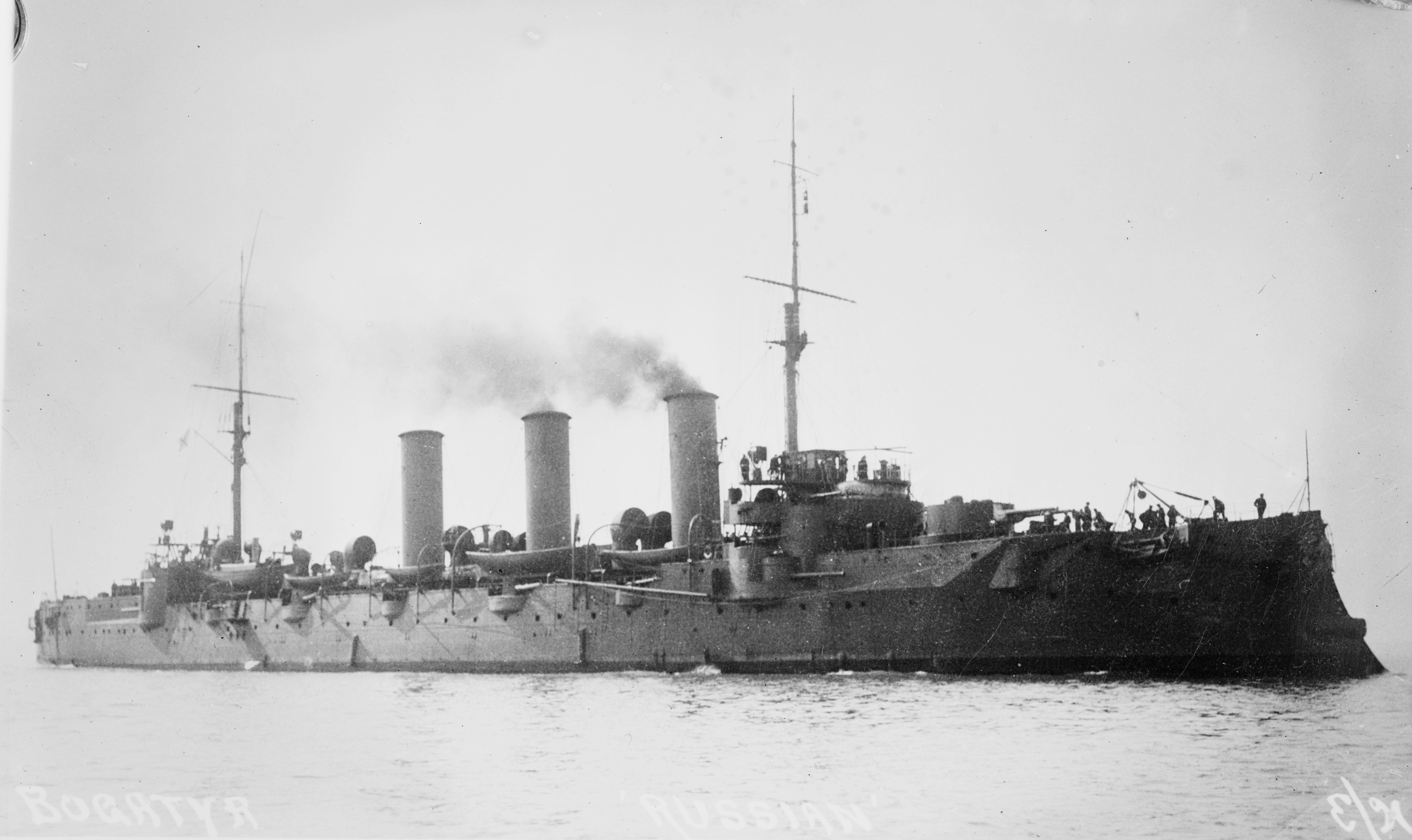
Bogatyr

Im Ersten Weltkrieg war die Bogatyr Teil der 1. Kreuzerbrigade. Ihr erster sehr erfolgreicher Einsatz ergab sich, nachdem am 26. August 1914 der deutsche Kleine Kreuzer Magdeburg bei der Insel Odensholm, vor der estnischen Nordküste, auf Grund gelaufen war. Die Bogatyr erschien mit der Pallada, und sie beschossen die Magdeburg und unterbanden die Versuche, sie abzuschleppen. Die deutsche Besatzung sprengte schließlich das eigene Schiff. Das Torpedoboot V 26 und der Kleine Kreuzer Amazone übernahmen die Überlebenden. Der Kommandant, Korvettenkapitän Habenicht, und sein Adjutant blieben auf dem Schiff und wurden von den Russen gefangen genommen. Bedeutender als der Verlust des Schiffes war, dass es den Russen gelang, das Signalbuch zu bergen.

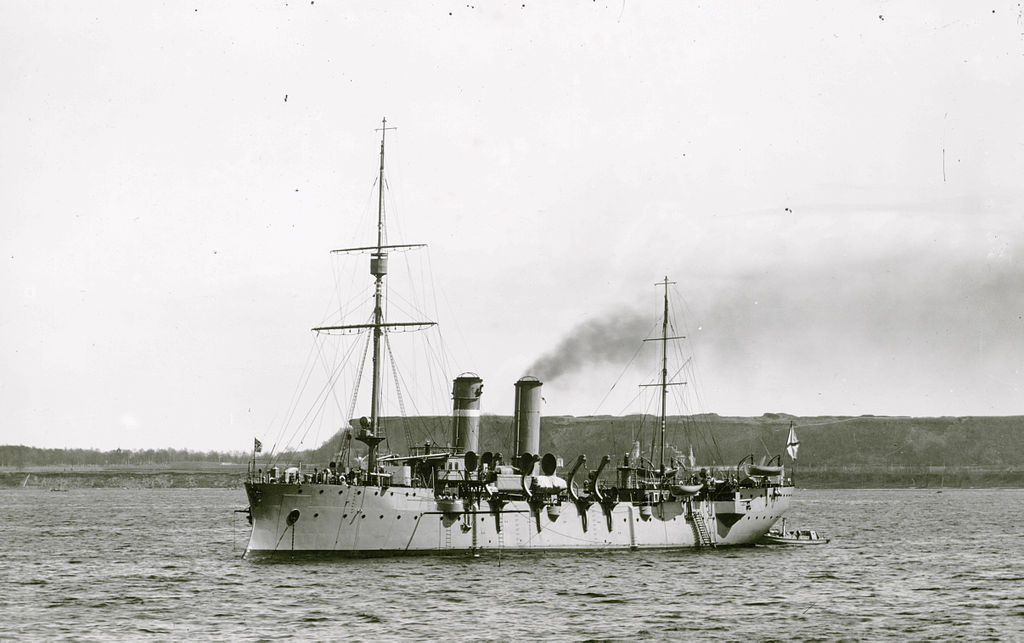
Minenleger Jenissei

Die russischen Kreuzer sicherten mehrfach Minenunternehmen, die nicht nur defensiv, sondern auch offensiv weit in die westliche Ostsee verlegt werden sollten. So sicherte die Bogatyr mit ihrem Schwesterschiff Oleg und dem Panzerkreuzer Rurik im November 1914 ein Unternehmen des Minenlegers Amur, der 240 Minen an der Stolpe-Bank verlegte, und im Dezember 1914 eine ähnliche Aktion des Minenlegers Jenissei, dem Schwesterschiff der Amur. Im Januar 1915 wurden die Bogatyr und die Oleg auch direkt zum Minenlegen eingesetzt, als sie 196 Minen östlich von Bornholm verlegten. In dieses Minenfeld geriet kurz darauf der deutsche Kleine Kreuzer Augsburg, der durch Minentreffer drei Monate ausfiel.
Die Bogatyr und die Oleg nahmen im Verband der 1. Kreuzerbrigade, zusammen mit den beiden Panzerkreuzern Admiral Makarow (Flaggschiff von Konteradmiral Michail Bachirew) und Bajan, am sogenannten Gotland-Raid am 2. Juli 1915 teil. In einem Gefecht mit deutschen Kreuzern trieben sie den deutschen Minenkreuzer Albatross bei Östergard, Gotland, auf den Strand.
Im Juni 1916 versuchte die russische Flotte Angriffe auf die deutschen Luleå-Geleitzüge vor der schwedischen Küste. Neben der Bogatyr, ihrem Schwesterschiff Oleg und dem Panzerkreuzer Rurik kamen dazu vor allem eine Anzahl von Zerstörern zum Einsatz. Am 14. Juni trafen die drei neuen Zerstörer Nowik, Pobeditel und Grom in der Nähe der Insel Gotland südöstlich von Oxelösund auf ein deutsches Geleit. Der Geleitzugführer befahl den zehn Erzdampfern, sich in schwedische Hoheitsgewässer zu begeben, und ließ Nebelbojen werfen. In der einsetzenden Dunkelheit überschätzte der russische Befehlshaber die Stärke der deutschen Geleitsicherung (drei Vorpostenbooten mit jeweils einem 8,8-cm-Geschütz) und brach das Gefecht ab. Es waren auf beiden Seiten keine Treffer erzielt worden, und sämtliche verschossenen Torpedos verfehlten die Schiffe. Im Abdrehen stießen die Zerstörer auf einen vermeintlichen Nachzügler: die U-Boot-Falle H, das sich in seinem ersten Einsatz befand. Gegen die drei Kriegsschiffe hatte der umgebaute Dampfer mit einer nur schlecht ausgebildeten Besatzung keine Chance. Nach einstündigem Gefecht und einem Torpedofangschuss des Zerstörers Grom sank die U-Boot-Falle unter Verlust von 29 Mann. Die Nowik rettete sieben Schiffbrüchige, der Rest wurde von den deutschen Schiffen aufgenommen.
Nach der Landung der deutschen Ostsee-Division am 3. April 1918 bei Hangö und dem Abschluss des Hangö-Abkommens zwischen Konteradmiral Hugo Meurer und Vertretern des ZENTROBALT (Zentralkomitee der Baltischen Flotte) organisierte der dienstälteste Offizier der Baltischen Flotte, Kapitän 1. Ranges Alexei Schtschastny (Алексей Михайлович Щастный), die Überführung der russischen Einheiten nach Kronstadt. Ab dem 6. April konnten trotz widriger Wetterbedingungen (−12° Lufttemperatur) und schwieriger Eisverhältnisse im Finnischen Meerbusen etwa 170 Schiffe bei dem sogenannten Eismarsch der Baltischen Flotte zurückgeführt werden. Damit blieb Russland bzw. der Sowjetunion praktisch die gesamte Baltische Flotte erhalten. Die beiden Eisbrecher Jermak und Wolhynez bewältigten die 330 km bis Kronstadt in fünf Tagen. An größeren Einheiten wurden vier Schlachtschiffe, drei ältere Linienschiffe, fünf Panzerkreuzer, vier Kreuzer – neben der Bogatyr ihr Schwesterschiff Oleg, die Aurora und die Diana –, 57 Zerstörer, drei Kanonenboote, zwölf U-Boote und drei Minenleger nach Kronstadt verlegt. Es marschierten nacheinander vier Konvois; die Bogatyr war mit den Schlachtschiffen Teilnehmer des ersten.
Im November 1918 kam die Bogatyr mit der Oleg zum Einsatz für die Rote Flotte, als sie mit zwei Zerstörern den Einmarsch der Roten Armee nach Estland unterstützten.

## Die Schwesterschiffe

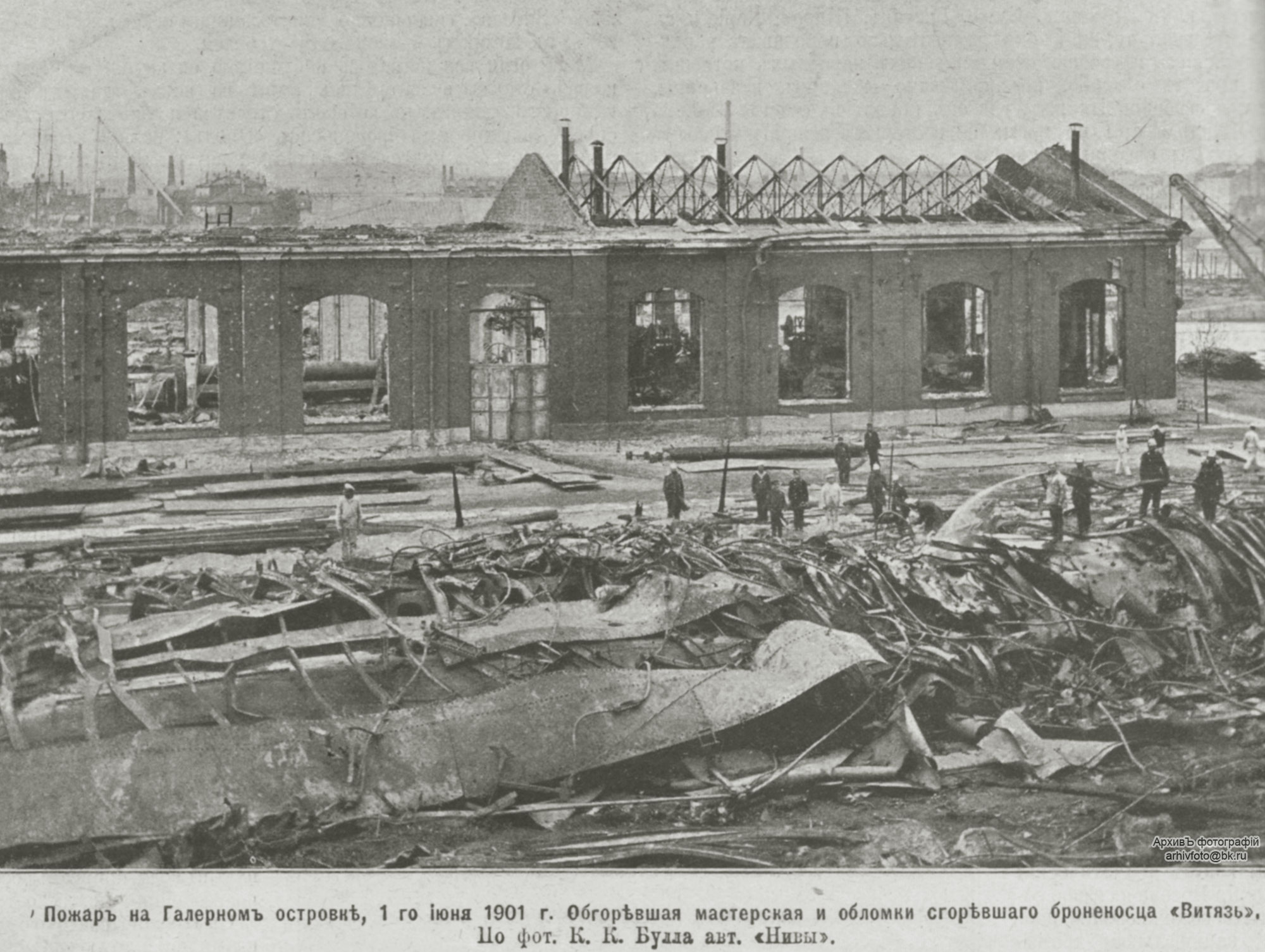
Reste der Witjas

Das zweite begonnene Schiff sollte den Namen Witjas erhalten. Der Bau wurde im November 1900 in Sankt Petersburg auf der Galerny-Werft begonnen. Ein Großbrand am 13. Juni 1901 zerstörte das begonnene Schiff, und der Bau wurde aufgegeben.
Die erste Kagul wurde auf der Werft in Nikolajew gebaut. Die Kiellegung erfolgte im September 1901, der Stapellauf am 2. Juni 1902 und die Fertigstellung 1905. Im März 1907 wurde sie in Pamjat Merkuria umbenannt. Sie wurde am Ende der alliierten Intervention 1920 von den abziehenden Truppen erheblich beschädigt. Die sowjetische Marine reparierte das Schiff und machte es als Komintern für die Schwarzmeerflotte wieder einsatzbereit. Teile der Maschinenanlage der Bogatyr sollen zur Überholung der Maschinenanlage der Komintern verwendet worden sein. Durch deutsche Bomber im Zweiten Weltkrieg am 16. Juli 1942 beschädigt, wurde sie am 10. Oktober 1942 als Wellenbrecher vor Poti, Georgien, versenkt, nachdem die Kanonen an Land gebracht worden waren.
Die zweite Kagul wurde auf der Werft in Sewastopol als Otschakow gebaut. Die Kiellegung erfolgte im März 1901, der Stapellauf am 4. Oktober 1902, die Fertigstellung – durch die Russische Revolution 1905 erheblich verzögert – erst im Juni 1909 als Kagul. Sie wurde im März 1917 in Otschakow und im September 1919 in General Kornilow umbenannt. Als Teil der „Weißen“ Streitkräfte evakuierte sie gegen Ende des Russischen Bürgerkriegs als Teil von General Wrangels Russischem Geschwader aus dem Schwarzen Meer nach Biserta im damaligen französischen Protektorat Tunesien, wo sie interniert wurde. 1924 wurde sie formell an die Sowjetunion übergeben, aber nicht mehr in Dienst gestellt. 1933 wurde sie zum Abbruch verkauft.
Die Oleg wurde auf der Neuen Admiralitätswerft in Sankt Petersburg gebaut. Die Kiellegung erfolgte 1902, der Stapellauf am 27. August 1903 und die Fertigstellung am 25. Oktober 1904. Sie marschierte mit der Baltischen Flotte nach Ostasien und nahm an der Schlacht bei Tsushima teil. Sie konnte der Vernichtung entgehen und entkam nach Manila, wo sie interniert wurde. Nach dem Ende des Russisch-Japanischen Krieges verblieb sie erst in Fernost, verlegte dann aber nach wieder in die Ostsee. Am 17. Juni 1919 wurde sie während der britischen Intervention in der Ostsee als Kreuzer der Roten Flotte im Hafen von Kronstadt durch das britische Schnellboot CMB 4 mit einem Torpedo versenkt. Das Wrack wurde 1938 gehoben und abgebrochen.